# Galar (kommunhuvudort)
Galar (baskiska: Galar Zendea) är en kommunhuvudort i Spanien.   Den ligger i provinsen Provincia de Navarra och regionen Navarra, i den nordöstra delen av landet, 300 km nordost om huvudstaden Madrid. Galar ligger 552 meter över havet och antalet invånare är 1 368.
Terrängen runt Galar är kuperad åt sydväst, men åt nordost är den platt. Terrängen runt Galar sluttar norrut. Runt Galar är det ganska tätbefolkat, med 199 invånare per kvadratkilometer. Närmaste större samhälle är Pamplona, 7,6 km nordost om Galar. Trakten runt Galar består till största delen av jordbruksmark.